# Dichelus collaris
Dichelus collaris är en skalbaggsart som beskrevs av Kulzer 1960. Dichelus collaris ingår i släktet Dichelus och familjen Melolonthidae. Inga underarter finns listade i Catalogue of Life.